# 鄭玉嫻
鄭玉嫻（CHENG Yuk-han Bjork，1980年6月21日—），香港劍擊運動員，為三屆亞運、十屆亞錦賽獎牌得主。畢業於香港理工大學物理治療學理系及香港浸會大學體育及康樂管理系。

## 簡歷
2002年，代表香港參加釜山亞運會擊劍比賽，伙拍何嘉麗、楊翠玲和張依妮取得女子重劍團體銅牌。
2006年，代表香港參加多哈亞運會擊劍比賽，伙拍呂慧妍、楊翠玲和張依妮取得女子重劍團體銅牌。
2010年，代表香港參加廣州亞運會擊劍比賽，伙拍呂慧妍、楊翠玲和張淅蕾取得女子重劍團體銅牌。

## 軼聞
鄭玉嫻曾擔任香港北京奧運火炬傳遞的第40名火炬手。火炬傳遞當日，因第41棒的火炬手施懿庭缺席，大會遂安排第40棒的鄭玉嫻多跑一棒。